# GayRomeo.com
GayRomeoは、ゲイや両性愛、トランスジェンダーの男性向けのインスタントメッセンジャー機能を有する出会い系ソーシャル・ネットワーキング・サービスである。ドイツのベルリンにあるPlanetRomeo GmbHにて2002年10月に公開された。同社の統計によると、ドイツ語圏最大の上記対象者向けインターネットコミュニティであり、674万人の利用者登録と138万9150人のアクティブユーザーを有している。運営元がドイツによることから、利用者の大半はドイツやオーストリアとスイスなどドイツ語圏の国である 。

## 概要
未成年者保護に比較的厳格なドイツの法的問題の回避 や国際展開の拡大のために、 2006年9月からはオランダのアムステルダムにあるPlanetRomeo B.V.が運営している。
2009年3月にオンラインコミュニティGuys4Men.comと提携した。
職場やホテル、インターネットカフェのような人目のある場所での利用に配慮したデザインの切り替えが可能である。
ドイツ国内では登録利用数の多さから、GayRomeoはしばしば「ゲイ登記所」（schwules Einwohnermeldeamt）または電話帳を意味する"ブルーページ"（Die blauen Seiten）と呼ばれている。 
コンドーム無しのセックスや他の性感染症などの危険性などの情報を提供している他、2007年2月にはドイツ国内後天性免疫不全症候群対策NGOのDeutsche Aids-Hilfeと協力してオンライン健康相談所を公開した。

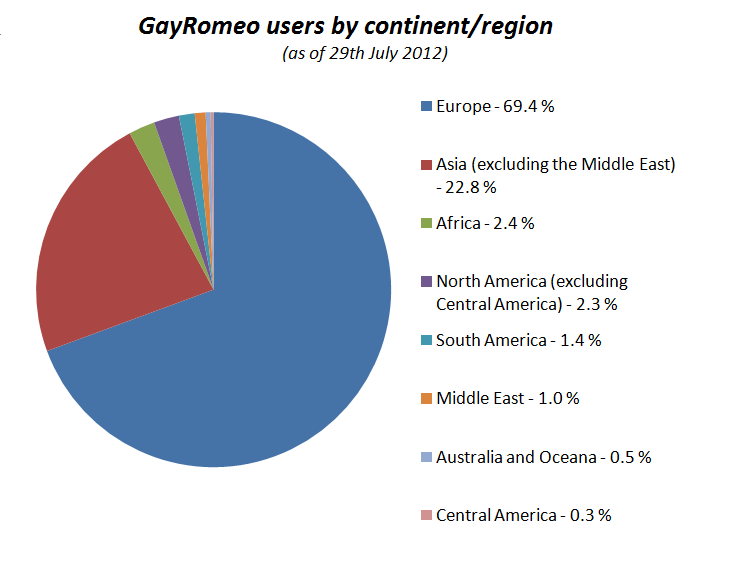
2012年7月29日地域別利用者数
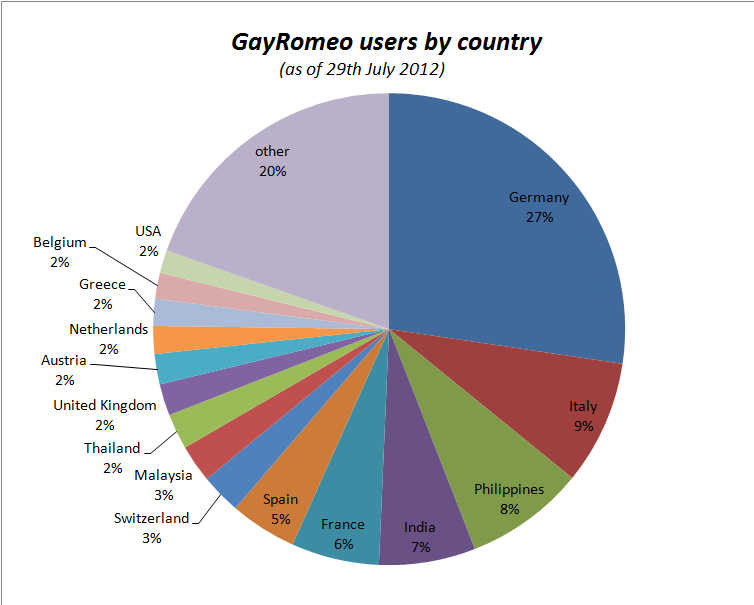
2012年7月29日国別利用者数